# Chytridiomycota
I chitridiomiceti (Chytridiomycota Arx, 1967) costituiscono una divisione del regno dei funghi che contiene due classi e sei ordini. Il nome fa riferimento al chitridio (dal greco, "chytridion " = piccola pentola), la struttura che contiene le spore.
Appartengono a questa divisione specie acquatiche con ife cenocitiche o scarsamente settate. Le spore sono uni-flagellate (zoospore) e la presenza di flagelli in queste spore portò all'esclusione del phylum dal regno Fungi. La reinclusione è recente ed è stata possibile a seguito di studi di carattere molecolare.

## Descrizione
I funghi della divisione Chytridiomycota si presentano sotto forma di cellule singole, o di tallo filamentoso formato da ife non settate (cenocitiche, o ad organizzazione sifonale) plurinucleate. Le cellule mobili (le zoospore) sono dotate di un unico flagello a sferza (cioè privo di ciglia od ornamenti).

## Riproduzione
Il ciclo vitale è aplodiplonte, con alternanza di generazioni isomorfiche.
La riproduzione vegetativa avviene per liberazione di zoospore diploidi flagellate da sporangi specializzati, nell'individuo diploide. La germinazione di queste spore porterà nuovamente ad un individuo diploide geneticamente identico al genitore.
Spore aploidi, invece, sono rilasciate (anch'esse dall'individuo diploide) da sporangi sessuali con parete spessa che possono sopravvivere anche in condizioni ostili. In questi sporangi avviene la meiosi che porterà alla formazione di zoospore aploidi. Queste ultime, germinando, si svilupperanno in gametofiti aploidi sui quali matureranno le strutture riproduttive (gametocisti) maschili e femminili. A maturazione avvenuta le gametocisti libereranno nell'acqua i gameti maschili e femminili (entrambi flagellati) la cui unione (gametogamia) porterà allo sviluppo di un nuovo sporofito, completando il ciclo. La gametogamia può essere isogama (i gameti maschili e femminili cioè sono uguali tra loro), anisogama (gameti femminili più grandi e meno mobili dei maschili), oogama (gameti femminili immobili fecondati da gameti maschili mobili). In alcune specie può avvenire gametocistogamia, cioè unione delle gametocisti senza che avvenga liberazione dei gameti.

## Ecologia
I Chitridi sono i primitivi tra i fungi e sono generalmente saprofiti (degradano la chitina e la cheratina).
Alcune specie di Chitridi uccidono anfibi bloccandone la respirazione attraverso la pelle; tale infezione è conosciuta come chitridiomicosi. Si tratta in particolare del Batrachochytrium dendrobatidis, o Bd, e del Batrachochytrium salamandrivoras riconosciute come cause dell'attuale estinzione per molte specie di anfibi, come il rospo dorato della Costa Rica, Ollotis periglenes. La comunità conservazionistica internazionale si sta muovendo per monitorare la presenza di questo chitridio al fine di salvaguardare le specie di anfibi. In particolare il recente Sahonagasy Action Plan, prevede interventi di studio sulla possibile introduzione di questo patogeno in Madagascar (dove risulterebbe essere ancora assente).
Altre specie, invece, possono infettare anche specie vegetali, come ad esempio il Synchytrium endobioticum, importante patogeno della patata.

## Sistematica
Nella vecchia classificazione, gli ordini dei Chitridi (con l'eccezione di Neocallimasticales e Spizellomycetales, recentemente istituiti) erano stati collocati nella classe dei Phycomycetes, appartenente alla sottodivisione Myxomycophyta.
Ordini appartenenti ai Chytridiomycota:
- Chytridiomycetes
  - Chytridiales
  - Cladochytriales
  - Lobulomycetales
  - Rhizophydiales
  - Spizellomycetales
- Monoblepharidomycetes
  - Monoblepharidales

### Chytridiales
L'ordine Chytridiales comprende specie parassite di alghe planctoniche o di piante terrestri, provocando malattie come il marciume del cavolo o il cancro della patata. I funghi di questo ordine sono generalmente unicellulari, di forma sferica, dotati di sottili appendici prive di nucleo (rizoidi). La riproduzione sessuata può avvenire per gametogamia isogama, anisogama o gametocistogamia.

### Monoblepharidales
Gli appartenenti all'ordine Monoblepharidales sono funghi saprofiti acquatici che si nutrono di resti vegetali. Non possiedono rizoidi, e la riproduzione avviene per gametogamia oogama.

## Nella cultura popolare
Una variante modificata geneticamente, viene usata nel libro Tom Clancy's Splinter Cell: Polonio 210 di Tom Clancy, per eliminare ogni traccia di petrolio sulla faccia della terra.